# Högtjärnen (Alfta socken, Hälsingland)
Högtjärnen är en sjö i Ovanåkers kommun i Hälsingland och ingår i Ljusnans huvudavrinningsområde.